# L'amore è femmina

L'amore è femmina est le deuxième album studio de la chanteuse italienne Nina Zilli, sorti le 15 février 2012 en Italie à la suite de sa participation au Festival de Sanremo 2012.
Il a été composé par Michele Canova, Nina Zilli, Davide Tagliapietra et Pino "Pinaxa" Pischetola.
Après avoir choisi la chanson Per sempre pour représenter l'Italie à l'Eurovision 2012, le diffuseur italien du concours choisi finalement la chanson L'amore è femmina (Out of Love).

## Pistes
1. Per le strade
2. Per sempre
3. Una notte
4. L'inverno all'improvviso
5. La felicità
6. L'amore è femmina
7. Piangono le viole
8. Non qui
9. La casa sull'albero
10. Anna
11. Un'altra estate
12. Lasciatemi dormire

## Classement
| Classement (2012)    | Plus haut |
| -------------------- | --------- |
| Classements italiens | 11        |